# Крејг Бирко
Крејг Филип Бирко (енгл. Craig Philip Bierko; Рај Брук, Њујорк, 18. август 1964) амерички је филмски и ТВ глумац и певач.